# Unidad Vecinal Mirones
La Unidad Vecinal Mirones, también conocida como Unidad Vecinal de Mirones o simplemente 'Mirones' es un barrio ubicado en el distrito de Lima, en la ciudad homónima, capital del Perú.

## Definición de Unidad Vecinal
Las unidades vecinales se erigieron para hacer de Lima una ciudad con mayor densidad. Las diferencias con las demás edificaciones de vivienda son destacables porque las unidades vecinales fueron concebidas como complejos habitacionales autónomos, a modo de ciudades dormitorio, por ello, contaban con mercados, postas médicas, comisarías, cines, locales comunales, oficinas de correos, escuelas primarias y con un sistema de circulación peatonal y vehicular propio. Se generan así bloques de viviendas autónomos, con grandes áreas verdes y concebidas para las clases trabajadoras.

## Historia y creación
En 1937, el joven arquitecto Fernando Belaúnde Terry, futuro presidente del Perú, fundó la revista El Arquitecto Peruano, quien tras haber estudiado en Miami y en Austin (Texas), vivió en la Ciudad de México en el mismo momento en que se empezaban a construir los primeros proyectos de vivienda popular, debido a la intensa migración rural. 
En 1946, José Luis Bustamante y Rivero, presidente en ese entonces, creó la Corporación Nacional de Vivienda (en la que también participó Belaunde) que impulsó la construcción de siete unidades vecinales, cuatro de ellas en Lima y tres en el Callao, una de ellas, fue la Unidad Vecinal Mirones.
La primera en ser construida fue la Unidad Vecinal N°3, en la actual avenida Óscar R. Benavides (anteriormente llamada Colonial). Esta unidad vecinal está muy cercana a la Unidad Vecinal Mirones, separadas tan solo por la urbanización Cipreses, sin embargo, ambas colindan con la misma avenida.
Posterior a ello, en 1955 se crea la Unidad Vecinal Mirones, su construcción estuvo a cargo del arquitecto Santiago Agurto, a su vez que se construyó esta, también se construyeron las Unidades Vecinales de Angamos y Miraflores (en el distrito de Miraflores), la Unidad Vecinal Matute (en el distrito de La Victoria) y para después seguir con la Unidad Vecinal del Rímac (en el distrito homónimo). Las Unidades Vecinales son divididas en bloques, y cada bloque tiene una letra para reconocer las viviendas, un bloque puede estar compuesto por distintas casas en una manzana o también un bloque puede ser un edificio dividido en departamentos.

## Ubicación geográfica
Se encuentra ubicada entre la avenida Óscar R. Benavides, el jirón Victor Sarria Arsubiaga, la avenida Luis Braille y el jirón Reynaldo Saavedra Pinon. Limita con la urbanizaciones de Cipreses, Elio y Trinidad.

## Origen del nombre
Las anécdotas a lo largo de la historia datan muchos orígenes del nombre 'Mirones', uno de los mitos urbanos es que antaño el tranvía que conectaba Lima con el Callao tenía su primer paradero obligatorio donde hoy está ubicaba la Unidad Vecinal (dicho paradero se conocía como "Mirones") y por ello se le denomina así. Otros datos afirman que el origen de este nombre es que durante el Combate de Dos de Mayo (1866), que fue un enfrentamiento contra España ocurrido en el puerto del Callao, muchos limeños, con bastante frialdad, llegaron a pie, con sus sillas de paja, a observar desde donde hoy está la Unidad Vecinal, muy tranquilos, el resultado del combate. Desde ese momento, por mirar, viene el apelativo de “Mirones”.

## Lugares destacados

### Institución Educativa Emblemática Hipólito Unanue
Uno de los lugares más importantes en la Unidad Vecinal Mirones es la Institución Educativa Emblemática Hipólito Unanue ubicada en la Avenida Elvira García y García. Es una institución educativa nacional de primaria y secundaria. En sus inicios fue exclusivamente para varones, pero a lo largo de la historia esto fue modificado, actualmente es un colegio mixto. Esta institución ha tenido como estudiantes a muchas figuras públicas como el futbolista Leao Butrón, el actor Carlos Alcántara Vilar, el exfutbolista Flavio Maestri, el cantante criollo Arturo "Zambo" Cavero, entre otros.

### Institución Educativa Nuestra Señora del Carmen 1154
Otra escuela que se encuentra en la Unidad Vecinal Mirones, es la Institución Educativa Nuestra Señora del Carmen, de menor tamaño y alumnado que su vecina, la Institución Educativa Emblemática Hipólito Unanue, pero de igual manera, forma parte de la historia de este lugar, debido a los años que se encuentra allí ubicado. Esta institución es estatal.

### Parroquia San Pio X
La parroquia de la Unidad Vecinal de Mirones tiene el nombre de Parroquia San Pio X, la cual consta de un jardín con una capilla, el templo, el despacho parroquial y un local con distintos salones la cual es utilizada para las actividades mismas de la parroquia.

### Campo de fútbol 'Mirones'
Dentro de la Unidad Vecinal, en la primera etapa para ser más específicos, se encuentra un complejo deportivo de césped sintético, donde se practica fútbol. Dicho complejo deportivo es alquilado por los residentes de la Unidad, así como también por distintas academias de fútbol para realizar sus actividades allí. El campo es del tamaño de una cancha de fútbol natural, con la diferencia que la cancha ha sido acondicionada en cuatro sectores, con arcos más pequeños en cada uno para poder realizar partidos de Fútbol 7.

### Cine Mirones
Prolongación Elvira García y García esquina con la avenida Luis Braille cuadra 13 - Unidad Vecinal de Mirones - Lima.
Antaño este local era el Cine Mirones, quedaba justo entre la Parroquia San Pío X y el triángulo de inicio de la avenida Arica. En 1982, dejó de funcionar como cine y fue habilitado para funcionar como supermercado Super 7; no obstante, eso sucedió justo cuando la cadena Super EPSA quebró, por lo que no llegó a funcionar como supermercado.
Después pasó a ser utilizado con distintos fines, como estacionamiento, como almacén y como el Bingo Flamingo. Tras ello, fue abandonado por décadas. Después por otro corto tiempo fue el Centro Cristiano para la Familia Palabra de Vida, una iglesia evangélica justo al lado de la católica Parroquia San Pío X. Luego fue nuevamente abandonado.
En 2015, fue finalmente demolido; en su lugar se construyó el edificio de departamentos Torre Los Cipreses, dentro del área de la Unidad Vecinal de Mirones, haciendo contraste con los blocks (edificios de departamentos) de la misma, por ser un edificio mucho más alto. La ubicación de la Torre Los Cipreses es: avenida Luis Braille cuadra 1394 - Lima.

### Comisaría de Mirones
La Comisaría de la Unidad Vecinal de Mirones se encuentra en el límite con la urbanización Trinidad, es un edificio ubicado en la avenida Luis Braille.

## En el cine
La Unidad Vecinal Mirones es conocida por haber sido el hogar de muchas figuras públicas actualmente, uno de ellos es Carlos Alcántara, actor y cómico peruano, quien realizó una película autobiográfica llamada Asu Mare, donde gran parte del rodaje fue grabado en la Unidad Vecinal Mirones, donde se narra la niñez, juventud y adultez del reconocido actor que actúa de él mismo en la película. El filme cinematográfico muestra la realidad de antaño de la Unidad Vecinal Mirones y la de la actualidad. 
De igual forma, la Unidad Vecinal de Mirones también es sede de gran parte de las secuelas de la mencionada película: Asu Mare 2 y Asu Mare 3.